# Hyundai Trajet

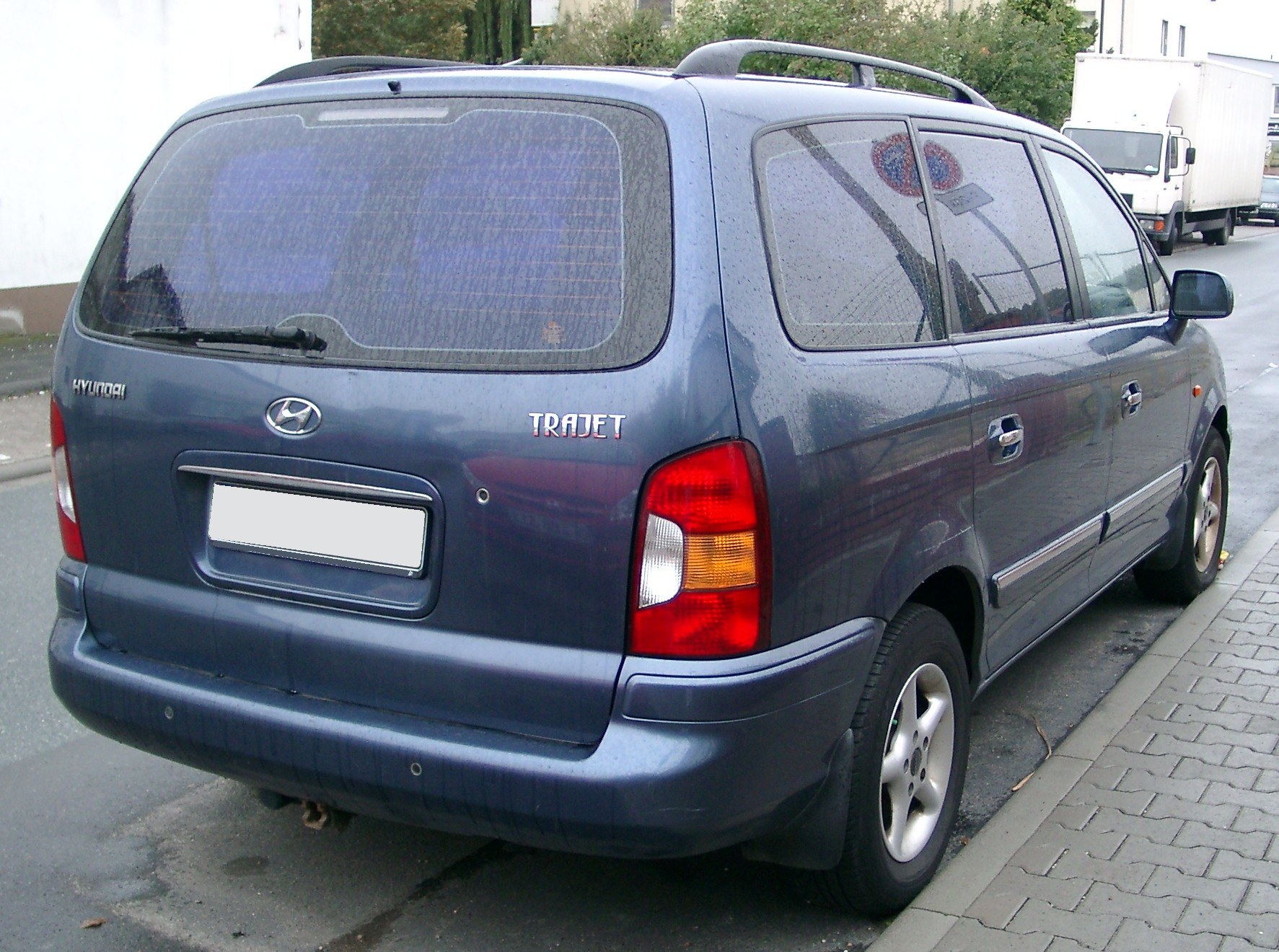
Heckansicht

Der Hyundai Trajet (internes Kürzel FO) ist ein Familienvan des koreanischen Automobilherstellers Hyundai.
Sein Verkauf startete im April 1999 auf dem südkoreanischen Markt, nach Europa kam er im März 2000. Als Motorisierungen standen drei Benzinmotoren und ein Diesel zur Verfügung.

## Geschichte
Der Trajet (französisch für „Weg“ oder „Strecke“) basiert auf der gemeinsamen Plattform des Hyundai Sonata, Santa Fe und Kia Magentis. Mit dem ähnlich großen Kia Carnival hat er hingegen keine Gemeinsamkeiten. Dieser wurde parallel zum Trajet in den damals noch getrennten Unternehmen Hyundai und Kia entwickelt.
Das Fahrzeug verfügt bei einer Länge von 4,70 Metern über ein Ladevolumen von maximal 2716 Litern. Im Innenraum gibt es sieben Einzelsitze, die in der zweiten und dritten Reihe umklappbar und ausbaubar sind. Sie wiegen mit 22 kg sieben weniger als die des Carnival. Bleiben sie eingebaut, nimmt der Kofferraum 304 Liter auf. Serienmäßig enthält das Fahrzeug elektrische Fensterheber und Seitenspiegel, Funkfernbedienung, Nebelscheinwerfer, Klimaanlage, einstellbare Lendenwirbelstütze im Fahrersitz und drei 12-V-Steckdosen.
Der Trajet war das erste Fahrzeug unter Beteiligung des europäischen Design- und Entwicklungszentrums. 2003 siedelte Hyundai das Zentrum von Frankfurt nach Rüsselsheim über. Produziert wurde im südkoreanischen Ulsan.

## Sicherheit
Der Fahrzeugsicherheit dienen Front-, Seiten- und Kopfairbags vorn. Die hinteren Reihen erhielten keine Airbags. Auch Gurtkraftbegrenzer sind nur für die Vordersitze enthalten. Ein Antiblockiersystem ist serienmäßig, Traktionskontrolle und ESP nicht verfügbar. Das Kurvenverhalten bewertet der ADAC als behäbig, aber gutmütig. Die Lenkung sei leichtgängig, aber etwas unpräzise, der Bremsweg befriedigend.
Der einzige für den Trajet durchgeführte Crashtest ist der Euro NCAP. Dieser enthielt keinen Heck-, Pfahl- oder Überrolltest.
Frontaltest
- EU-NCAP 1999–2008:

Simuliert wird beim Euro NCAP das Kollidieren zweier 55 km/h schneller, zueinander versetzt fahrender Autos vergleichbarer Masse. Die Karosseriestruktur weist eine sehr hohe Steifigkeit auf. Aufgrund sich eindrehender Schweißnähte während des Tests wird jedoch die Fahrertür in den Fahrgastraum geschoben. Dadurch ist der Fahrer starken (seitlichen) Belastungen ausgesetzt. Sein Unterkörper wird durch harte Strukturen hinter der Lenksäule belastet. Getestet wurde 2003. Ob die Schweißnähte mit der Modellpflege 2004 geändert wurden, ist nicht bekannt. Laut Euro NCAP gilt das Ergebnis aber für alle Baujahre. Der Beifahrer hat nur im Brustbereich keinen optimalen Schutz, sonst erhält er die höchste Sicherheitswertung. Im Rahmen gleich alter Fahrzeuge ist letzteres ein überdurchschnittliches, zusammen mit der Fahrerseite ein mittleres Ergebnis.
Seitentest
- EU-NCAP 1999–2008:

Getestet wird die Belastung bei einer seitlich mit 50 km/h anfahrenden, verformbaren Barriere, die einer Limousine nachempfunden ist. Gemessen werden die Belastungen oberhalb der Hüfte. Durch die hochbauende Van-Karosserie wird die Energie der flachen Limousine weitestgehend in den Bodenraum abgelenkt. Dennoch ist der Bauchbereich mittleren Belastungen ausgesetzt. Alle anderen Messpunkte erhielten aber die bestmögliche Wertung. Dieses Ergebnis ist im Vergleich damaliger Vans ein mittleres, da der Test allen höheren Fahrzeugen entgegenkommt. Dabei ist zu berücksichtigen, dass ohne Seiten- und Kopfairbags getestet wurde, da diese laut Euro NCAP nicht zur Ausstattung der meisten europaweit verkauften Trajets gehörten. An diesem Ausstattungslevel orientiert sich das Konsortium bei der Wahl der Testfahrzeuge. Mit den Airbags ist eine Entlastung auch des Bauchbereichs anzunehmen.
Fußgängertest

- EU-NCAP 1999–2008:

Der Kopf eines Fußgängers treffe beim Trajet auf deformierbare Formen, ansonsten biete das Fahrzeug keinen Schutz. Nur Toyota Picnic und Nissan Serena boten bereits deutlich besseren, aber dennoch unzureichenden Schutz.

## Zuverlässigkeit
Zwei übliche Probleme des Trajet entstehen aus dessen Verwandtschaft zur Limousine Sonata. Deren Domlager wurden nicht an das höhere Gewicht des Vans angepasst, wodurch sie sich vorzeitig abnutzen. Dies betrifft meist die vorderen, die beim Lenken dann knackende Geräusche erzeugen. Zur Verlängerung ihrer Haltbarkeit wird eine Schmierung des enthaltenen Kugellagers empfohlen. Zudem ist anscheinend das linke Domlager häufiger betroffen. Oberhalb des Lagers verläuft dort eine Ablaufleitung für Regenwasser. Ist diese undicht, tropft Wasser auf das Lager, welches in der Folge vorzeitig defekt wird.
Auch der Dieselmotor war nicht im Sonata enthalten und verkürzt durch sein höheres Drehmoment die Kupplungshaltbarkeit auf mitunter 100.000 km. Seltener werden gesprungene ABS-Ringe erwähnt. Diese Zahnräder drehen sich mit den Radachsen und ermöglichen als Induktionsgeber die Drehzahlermittlung über den Wechsel von Vertiefung und Erhöhung am Zahnrad. Durch den Defekt stimmt diese Frequenz nicht mehr an beiden Rädern einer Achse überein, wodurch das ABS scheinbar grundlos zu regeln beginnt. Aufgrund der geringen Differenz klingt das ABS-Geräusch meist ungewöhnlich.
Die vorderen Radlager des Trajet neigen bei Laufleistungen ca. > 130.000 km zu verschleißbedingten Laufgeräuschen. Hier hilft nur ein Radlagertausch.
Der Trajet ist in keiner Zuverlässigkeitsstatistik aufzufinden. Zum einen aufgrund niedriger Verkaufszahlen und zum anderen durch Fernbleiben vom amerikanischen Markt. Die dort verfügbaren listen aber den plattformverwandten Sonata, der bis auf die genannten, etwas überlasteten Bauteile eine gute Orientierung bietet.

## Modellpflege
Im Frühjahr 2004 wurde der Trajet einer Modellpflege unterzogen. Bei dem auf der Automobil International vorgestellten Modell wurden die seitlichen Blinker und die Heckleuchten verändert.
Der Innenraum wurde serienmäßig um eine Klimaautomatik, einen Make-up-Spiegel in der Sonnenblende, neue, hellere Materialfarben, ein beleuchtetes Handschuhfach und einen Bordcomputer erweitert. Sicherheitsseitig erhielt nun auch der mittlere Sitzplatz der zweiten Reihe einen Drei-Punkt-Sicherheitsgurt. Außerdem wurde der alte, Mitsubishi-basierende 2,0-l-Benzinmotor durch einen selbst entwickelten mit variabler Ventilsteuerung ersetzt. Dieser leistet nun 103 kW (140 PS), der Verbrauch soll jedoch um 0,6 Liter auf 8,7 Liter im Drittelmix gesunken sein. Auch die Fahrleistungen wurden verbessert und das Drehmoment erhöht.

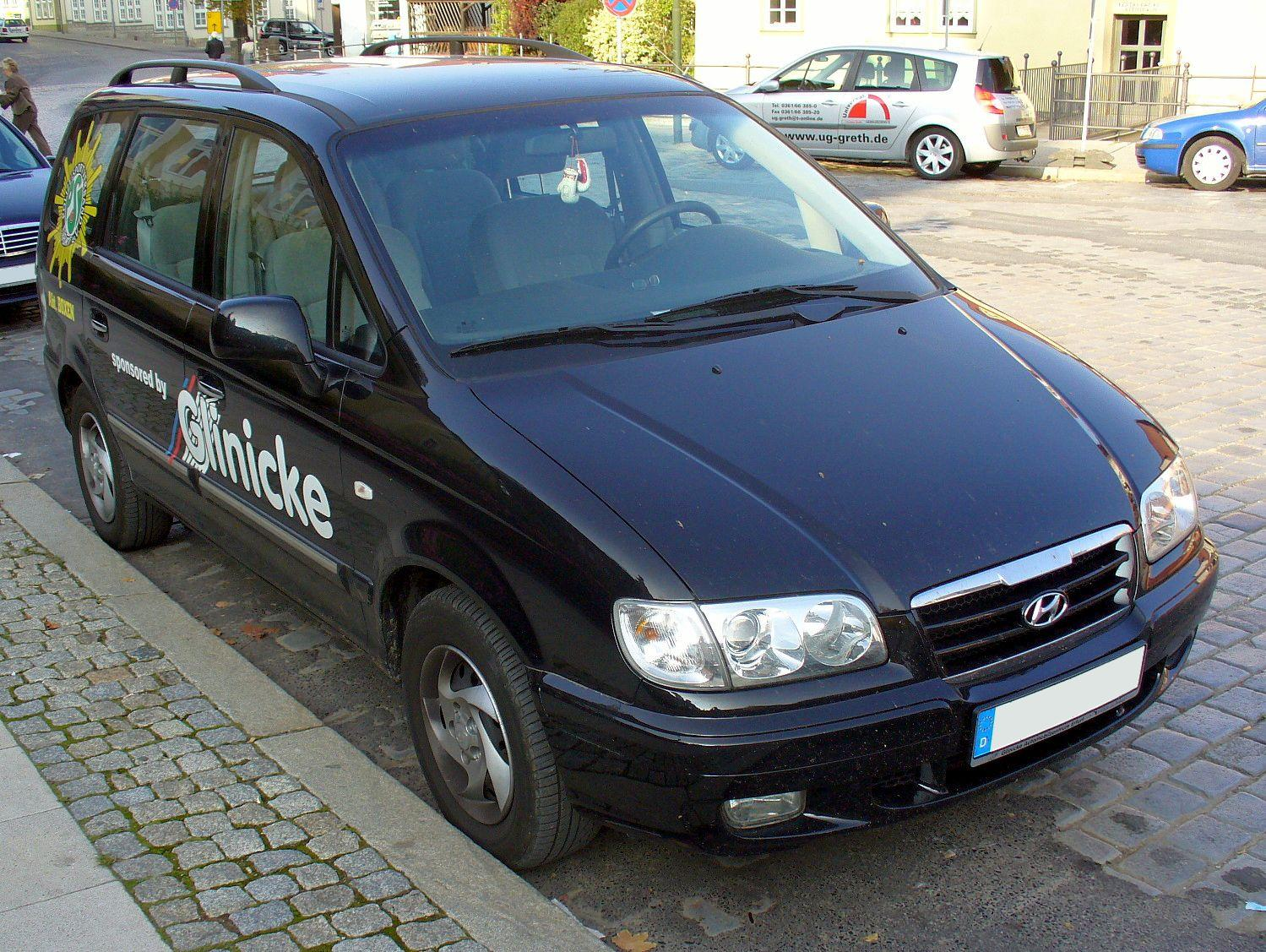
Hyundai Trajet (2004–2008)
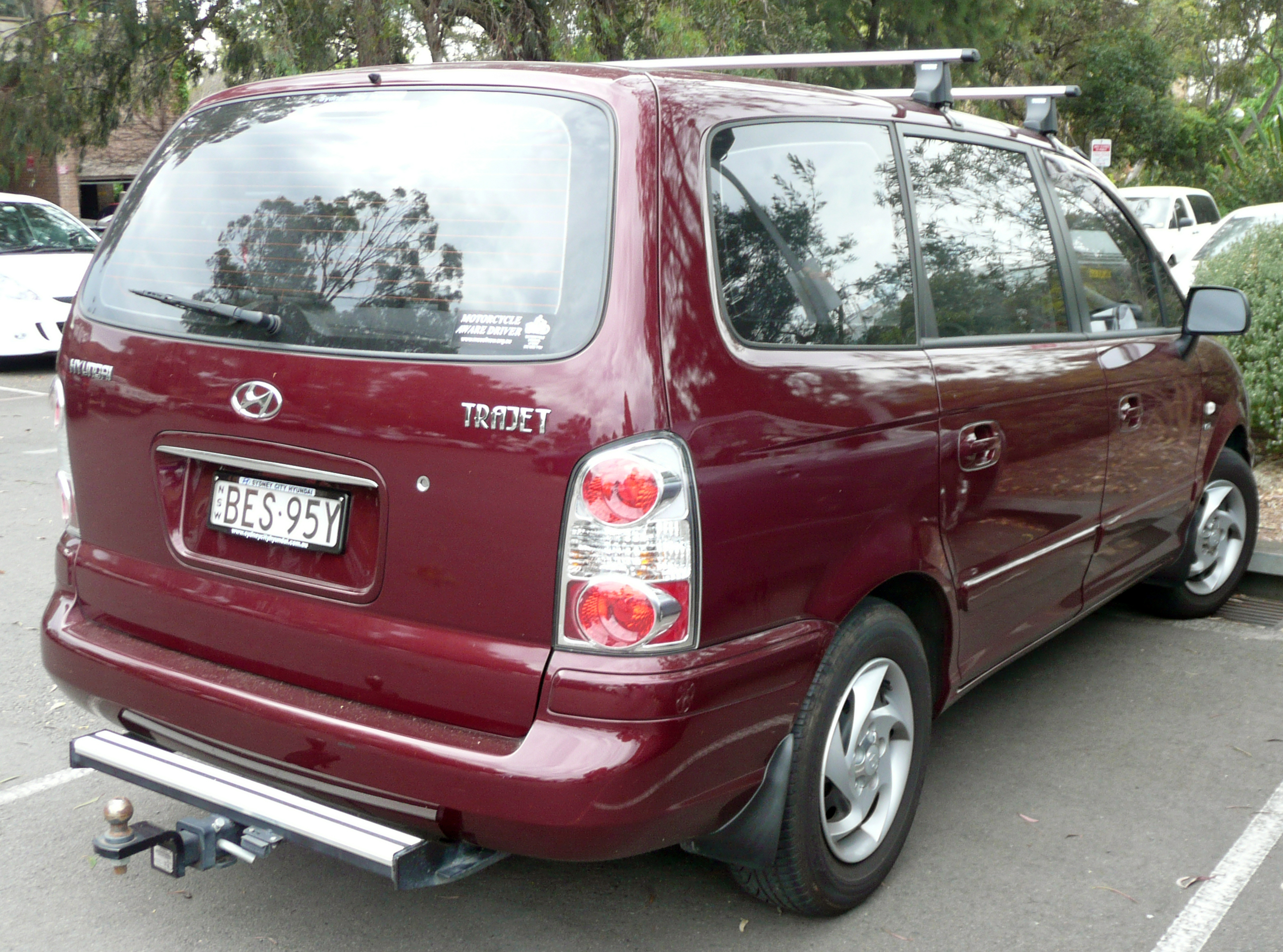
Heckansicht

Bei der Fußball-Weltmeisterschaft 2006 war der Hyundai Trajet als Fan- und VIP-Shuttle Bestandteil der offiziellen Fahrzeugflotte.
Anfang 2008 wurde die Produktion des Hyundai Trajet eingestellt.

## Motoren
Die Motoren waren mit Ausnahme des V6 an ein 5-Gang-Schaltgetriebe oder eine 4-Stufen-Automatik gekoppelt. Die Benziner sind nach Euro 4 eingestuft; der Diesel erfüllt die Norm Euro 3. Daher musste er 2006 aus dem Programm gestrichen werden.
| Modell        | Motorbezeichnung Motorcode | Hubraum  | Leistung            | Drehmoment          | Getriebe                            | Bauzeit   |
| ------------- | -------------------------- | -------- | ------------------- | ------------------- | ----------------------------------- | --------- |
| Ottomotoren   |                            |          |                     |                     |                                     |           |
| 2.0           | Sirius II G4JP             | 1997 cm³ | 136 PS bei 5800/min | 183 Nm bei 4600/min | 5-Gang-Schaltung 4-Stufen-Automatik | 1999–2003 |
| 2.0           | Beta II CVVT G4GC          | 1975 cm³ | 140 PS bei 6000/min | 184 Nm bei 4500/min | 5-Gang-Schaltung 4-Stufen-Automatik | 2004–2008 |
| 2.7           | Delta G6BA                 | 2656 cm³ | 173 PS bei 6000/min | 245 Nm bei 4000/min | 4-Stufen-Automatik                  | 1999–2008 |
| Dieselmotoren |                            |          |                     |                     |                                     |           |
| 2.0           | D D4EA                     | 1991 cm³ | 113 PS bei 4000/min | 255 bei 1800–2500   | 5-Gang-Schaltung 4-Stufen-Automatik | 2001–2006 |
| 2.0 1         | D D4EA-V                   | 1991 cm³ | 125 PS bei 4000/min | 285 bei 2000        | 5-Gang-Schaltung 4-Stufen-Automatik | 2005–2006 |

## Zulassungszahlen
Zwischen 2000 und 2007 sind in der Bundesrepublik Deutschland insgesamt 10.543 Einheiten des Hyundai Trajet neu zugelassen worden. Mit 1.720 Einheiten war 2002 das erfolgreichste Verkaufsjahr.
|  |

|  |

|  |

|  |

|  |

|  |

|  |

|  |

|  |

|  |

|  |

|  |

|  |

|  |

|  |

|  |

|  |

|  |

|  |

|  |

|  |

|  |

|  |

|  |

|  |

|  |

|  |

|  |

|  |

|  |

|  |

|  |

|  |

|  |

|  |

|  |

|  |

|  |

|  |

|  |

|  |

|  |

|  |

|  |

|  |

|  |

|  |

|  |

|  |

|  |

|  |

|  |

|  |

|  |

|  |

|  |

|  |

|  |

|  |

|  |

|  |

|  |

|  |

|  |

|  |

|  |

|  |

|  |

|  |

|  |

|  |

|  |

|  |

|  |

|  |

|  |

|  |

|  |

|  |

|  |

|  |

|  |

|  |

|  |

|  |

|  |

|  |

|  |

|  |

|  |

|  |

|  |

|  |

|  |

|  |

|  |

|  |

|  |

|  |

|  |

|  |

|  |

|  |

|  |

|  |

|  |

|  |

|  |

|  |

|  |

|  |

|  |

|  |

|  |

|  |

|  |

|  |

|  |

|  |

|  |

|  |

|  |

|  |

|  |

|  |

|  |

|  |

|  |

|  | Hyundai Trajet (10.543) |

|  | Hyundai Trajet (10.543) |